# 14627 Emilkowalski
14627 Emilkowalski eller 1998 VA är en asteroid i huvudbältet som upptäcktes den 7 november 1998 av den amerikanske astronomen Richard Kowalski vid Quail Hollow-observatoriet. Den är uppkallad efter Emil Kowalski, vän till upptäckaren.
Asteroiden har en diameter på ungefär 7 kilometer och den tillhör asteroidgruppen Prokne.